# Giovanni Battaglia
Giovanni Battaglia detto Gianni (Ragusa, 21 febbraio 1956) è un politico italiano.

## Attività istituzionale
All'età di 18 anni è eletto Consigliere Comunale di Ragusa nelle liste del PCI e ricopre la carica di capogruppo per due mandati.
Nel 1990 è eletto Consigliere alla Provincia Regionale di Ragusa e ricopre anche la carica di Assessore.
Nel 1991 e nel 1996 viene eletto all'Assemblea Regionale Siciliana, ricoprendo negli anni le cariche di Vice Presidente del Parlamento, di Assessore Regionale alla Cooperazione Artigianato Commercio e Pesca e di Vice Presidente del gruppo parlamentare PDS-DS.
Viene eletto al Senato della Repubblica nel 2001. Nella XIV Legislatura, è stato segretario della commissione permanente al Senato per il Bilancio e membro delle commissioni d'inchiesta sul Servizio Sanitario Nazionale e sulla mafia. Dal 2003 al 2005 è stato Assessore alla Cultura, Beni Culturali, Università, Turismo, Spettacolo, Sanità, Contenzioso al Comune di Ragusa. Dal 2001 al 2006 è stato anche componente del Comitato Direttivo del gruppo parlamentare dei Democratici di Sinistra.
Viene rieletto al Senato il 13 aprile 2006, il 4 maggio successivo è stato nominato segretario alla presidenza del Senato. Nella XV Legislatura è stato membro della IX Commissione Permanente Agricoltura e Produzione Agroalimentare.

## Attività politica
Inizia la sua attività in politica appena quattordicenne nella FGCI di Ragusa, e viene eletto segretario di federazione a 15 anni.
Al 4º Congresso Nazionale dei DS è tra i firmatari della mozione Mussi; nel 2007 allo scioglimento del partito aderisce a Sinistra Democratica e si iscrive al gruppo parlamentare medesimo. Nel 2008 viene eletto coordinatore regionale di SD in Sicilia. Eletto nell'assemblea Nazionale del movimento Sinistra Democratica, del 27-28-29 giugno a Chianciano, nel Consiglio Nazionale.
Nell'aprile del 2009 aderisce al Partito Democratico.